# Angelo Mariano Fabiani
Angelo Mariano Fabiani (Cerveteri, 22 luglio 1961) è un dirigente sportivo italiano, direttore sportivo della Lazio.

## Carriera

### Gli inizi: Astrea e le annate in Toscana e Umbria
Già sottufficiale della Polizia Penitenziaria a Roma, Fabiani inizia la sua carriera dirigenziale nell'Astrea, squadra dilettantistica formata dai dipendenti del Ministero di Grazia e Giustizia, con la quale otterrà addirittura la promozione in Serie C2.
Il suo primo incarico al di fuori dei confini laziali è quello di direttore sportivo del Grosseto, dal 1992 all'agosto del 1995, conquistando la promozione in Serie C2 nella stagione 1994-95. Successivamente entra nei quadri dirigenziali di Rieti e Ternana.

### Dalla cadetteria alla Serie A: Triestina e Messina
Fabiani approda alla corte della Triestina nei primi anni 2000, sfiorando una clamorosa promozione in Serie A, ottenuta invece col Messina nella stagione 2003-04, allestendo una formazione che poteva contare su elementi come Alessandro Parisi, Marco Storari, Salvatore Aronica, Arturo Di Napoli e Roberto "Pampa" Sosa; successivamente la squadra siciliana si classificherà con un inaspettato settimo posto in massima serie, avendo messo a disposizione del tecnico Bortolo Mutti calciatori del calibro di Zampagna, D’Agostino, Donati e Nicola Amoruso.

### Dall'esperienza al Genoa fino alla parentesi Ascoli
Dopo aver rassegnato le dimissioni da direttore sportivo del Messina, nel 2005 Fabiani è chiamato dal Genoa del presidente Enrico Preziosi, il quale ha scelto il dirigente ceretano per rilanciare le sorti del club rossoblù, appena retrocesso in Serie C1 per lo scandalo noto come il Caso Genoa. Rimarrà solo una stagione all'ombra della Lanterna in veste di direttore generale, contribuendo alla promozione del Grifone in Serie B, per poi approdare alla Salernitana, dove in due anni di lavoro, prima come direttore generale e poi come direttore sportivo, otterrà l'ennesima promozione, ancora una volta in cadetteria. Nel 2009 torna a far parte dei quadri dirigenziali del Messina, per poi vivere una parentesi al Venezia prima e all'Ascoli poi, quando si dimette dall'incarico di direttore sportivo nel novembre 2013, a distanza di pochi mesi dalla sua nomina.

### Il ritorno alla Salernitana, le otto stagioni in granata, l'approdo alla Lazio
Tra il gennaio 2014, quando è stato scelto come direttore sportivo della Salernitana dall'imprenditore romano e co-proprietario del club granata Claudio Lotito, e il gennaio 2022, quando rassegna le dimissioni, Fabiani colleziona successi, come Coppa Italia e Supercoppa di Lega Pro, e promozioni anche con campionati di categoria vinti che proiettano la Salernitana dalla Lega Pro alla Serie A, arrivando persino a far indossare la maglia granata a giocatori del calibro di Franck Ribéry.
Il lavoro svolto da Fabiani a Salerno convince il presidente Lotito, che intanto ha ceduto le quote del club campano, ad inserirlo nei quadri dirigenziali della Lazio nominandolo direttore sportivo della Lazio Primavera maschile e della Lazio Women, andando così a coadiuvare Enrico Lotito,  figlio del patron Claudio, già direttore generale del settore giovanile e della Women biancoceleste. Dopo l'addio di Igli Tare, nell'estate 2023 Fabiani viene annunciato come nuovo direttore sportivo della prima squadra.

## Ruoli istituzionali
Dal 2015 è membro dell'Associazione Direttori Sportivi (A.DI.SE) come consigliere.

### ADISE (Associazione Direttori Sportivi)
- 2015-oggi: consigliere

## Procedimenti giudiziari

### Il processo sportivo di Calciopoli
Ad aprile 2007, nell'ambito di un secondo filone d'inchiesta relativo allo scandalo di Calciopoli, Fabiani entra nel registro degli indagati poiché sospettato di essere l'artefice, insieme al collega e amico Luciano Moggi, di un sistema utile ad instaurare dialoghi e rapporti diretti con alcuni arbitri tramite l'ausilio di schede telefoniche estere, il tutto riferibile alla stagione 2004-2005.
Nel luglio 2008 la FIGC, alla luce delle indagini effettuate, squalifica lo stesso Fabiani per 4 anni.

### Il processo penale di Calciopoli
L'8 novembre 2011, al processo penale per lo scandalo di Calciopoli, Fabiani è stato assolto dal Tribunale di Napoli dall'accusa di associazione a delinquere finalizzata alla frode sportiva.

## Vita privata
È padre del dirigente sportivo Fabrizio Maria Fabiani, il quale collaborò col padre Angelo Mariano ai tempi della Salernitana dei co-proprietari Mezzaroma-Lotito, ricoprendo il ruolo di segretario del settore giovanile.